# Alastor ruficornis
Alastor ruficornis är en stekelart som beskrevs av Gusenleitner 2001. Alastor ruficornis ingår i släktet Alastor och familjen Eumenidae. Inga underarter finns listade i Catalogue of Life.